# Glacier Athabasca
Pour les articles homonymes, voir Athabasca.
Le glacier Athabasca est l'un des six principaux glaciers du champ de glace Columbia dans les Rocheuses canadiennes. Il s'est retiré de 1,5 km depuis 125 ans en raison du réchauffement climatique, et a perdu plus de la moitié de son volume. À cause de sa proximité avec la promenade des Glaciers, route qui relie Jasper à Banff, et sa facilité d'accès, c'est un des glaciers les plus visités d'Amérique du Nord. 